# General Electric T31

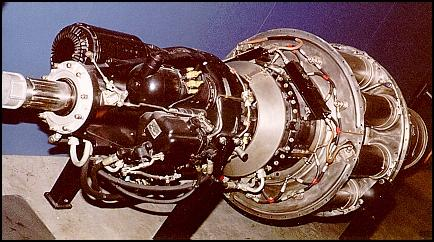
General Electric T31

Das General Electric T31 war das erste US-amerikanische Turboprop-Triebwerk. Es wurde aus dem General Electric J31 abgeleitet, indem die Triebwerkswelle nach vorne verlängert wurde und ein Reduktionsgetriebe angebracht wurde. Wie beim J31 verfügte das Triebwerk über einen Radialverdichter und eine einstufige Turbine. Während der Versuchsphase trug es zunächst die Bezeichnung General Electric TG-100.
Erstmals geflogen wurde das Triebwerk am 21. Dezember 1945 als Bugtriebwerk der Convair XP-81, nachdem es wiederholt zu Schwierigkeiten gekommen war, die das Projekt verzögert hatten. Weiteren Einsatz fand das T31 bei der Ryan XF2R-1. Eine umgebaute Curtiss C-46 wurde an der rechten Tragfläche mit einem T31 ausgerüstet. Bevor es zum Erstflug kam, verunglückte die (Curtiss XC-113 genannte) Maschine am Boden.
Insgesamt wurden 28 Triebwerke dieses Typs gefertigt, die jedoch die erwartete Leistung nicht erbrachten. Sie wurden ausschließlich zu Testzwecken verwendet. 

## Technische Daten
- Gewicht: 902 kg
- Auslegungswellenleistung: 1647 kW
- Erreichte Leistung: etwa 1110 kW
- Restschub: 2,6 kN
- Turbinenhöchstdrehzahl: 13.000 min−1
- Abtriebsdrehzahl: 1145 min−1
- Spez. Verbrauch: 421 g/kWh